# Promozione Liguria 1955-1956
La Promozione fu il massimo campionato regionale di calcio disputato in Liguria nella stagione 1955-1956.
A ciascun girone, che garantiva al suo vincitore la promozione in IV Serie a condizione di soddisfare le condizioni economiche richieste dai regolamenti, partecipavano sedici squadre, ed era prevista la retrocessione delle quattro peggio piazzate, anche se erano possibili aggiustamenti automatici per ripartire fra le appropriate sedi locali le squadre discendenti dalla IV Serie.

## Girone A

### Squadre Partecipanti
| Squadra                 | Città (provincia)              | Stagione precedente |
| ----------------------- | ------------------------------ | ------------------- |
| S.C. Alassio            | Alassio (SV)                   |                     |
| U.S. Albenga            | Albenga (SV)                   |                     |
| U.S. Albisola           | Albissola Marina (SV)          |                     |
| A.C. Andrea Doria 1955  | Genova (Quart. Cornigliano)    |                     |
| U.S. Cairese            | Cairo Montenotte (SV)          |                     |
| U.L.S. Carcarese        | Carcare (SV)                   |                     |
| U.S. Cristoforo Colombo | Cogoleto (GE)                  |                     |
| U.S. Don Bosco          | Genova (Quart. Sampierdarena)  |                     |
| U.S. Imperia            | Imperia                        |                     |
| S.S. Nicola Mameli      | Genova (Quart. Voltri)         |                     |
| C.S.I. Pegli            | Genova (Quart. Pegli)          |                     |
| U.S. Sampierdarenese 46 | Genova (Quart. Sampierdarena)  |                     |
| F.B.C. Savona           | Savona                         |                     |
| F.S. Sestrese           | Genova (Quart. Sestri Ponente) |                     |
| F.B.C. Varazze          | Varazze (SV)                   |                     |
| S.S. Vigili Urbani      | Genova                         |                     |

### Classifica finale
|  | Pos. | Squadra            | Pt  | G   | V   | N   | P   | GF    | GS    | DR  |
|  | ---- | ------------------ | --- | --- | --- | --- | --- | ----- | ----- | --- |
|  | 1.   | Sestrese           | 54  | 30  | 24  | 6   | 0   | 87    | 26    | +61 |
|  | 2.   | Andrea Doria 1955  | 45  | 30  | 20  | 5   | 5   | 74    | 31    | +43 |
|  | 3.   | Savona             | 41  | 30  | 17  | 7   | 6   | 65    | 32    | +33 |
|  | 4.   | Varazze            | 39  | 30  | 15  | 9   | 6   | 55    | 33    | +22 |
|  | 5.   | Pegli              | 35  | 30  | 14  | 7   | 9   | 54    | 35    | +19 |
|  | 6.   | Alassio            | 34  | 30  | 13  | 8   | 9   | 53    | 38    | +15 |
|  | 7.   | Cristoforo Colombo | 33  | 30  | 12  | 9   | 9   | 39    | 29    | +10 |
|  | 8.   | Carcarese          | 32  | 30  | 11  | 10  | 9   | 49    | 30    | +19 |
|  | 9.   | Vigili Urbani      | 28  | 30  | 8   | 12  | 10  | 45    | 58    | -13 |
|  | 10.  | Sampierdarenese 46 | 27  | 30  | 12  | 3   | 15  | 37    | 70    | -33 |
|  | 11.  | Imperia            | 25  | 30  | 9   | 7   | 14  | 45    | 49    | -4  |
|  | 12.  | Albenga            | 24  | 30  | 9   | 6   | 15  | 51    | 58    | -7  |
|  | 13.  | Don Bosco          | 18  | 30  | 7   | 4   | 19  | 26    | 52    | -26 |
|  | 13.  | US Albisola 1909   | 18  | 30  | 6   | 6   | 18  | 24    | 64    | -40 |
|  | 15.  | Cairese            | 14  | 30  | 4   | 6   | 20  | 34    | 78    | -44 |
|  | 16.  | Nicola Mameli      | 13  | 30  | 5   | 3   | 22  | 31    | 82    | -51 |
|  |      |                    | 480 | 480 | 186 | 108 | 186 | 769 ? | 765 ? | 0   |

Legenda:
      Promosso in IV Serie 1956-1957.
  Retrocesso e in seguito riammesso.
      Retrocesso in Prima Divisione Regionale.
Regolamento:
Due punti a vittoria, uno a pareggio, zero a sconfitta.
Note:
Don Bosco, Albisola e Cairese ripescate per motivi ignoti.

## Girone B

### Squadre Partecipanti
| Squadra                         | Città (provincia)             | Stagione precedente |
| ------------------------------- | ----------------------------- | ------------------- |
| A.C. Arsenale                   | La Spezia                     |                     |
| U.S. Bolzanetese                | Genova (Quart. Bolzaneto)     |                     |
| U.S. Calciatori Prè             | Genova (Quart. Prè)           |                     |
| A.C. Entella                    | Chiavari (GE)                 |                     |
| U.S. Fezzanese                  | Fezzano di Porto Venere (SP)  |                     |
| U.S. Lavagnese                  | Lavagna (GE)                  |                     |
| Pol. Migliarinese               | La Spezia (Quart. Migliarina) |                     |
| F.B.C. Ottavio Barbieri-Grifone | Genova                        |                     |
| U.S. Pontedecimo                | Genova (Quart. Pontedecimo)   |                     |
| U.S. Rivarolese                 | Genova (Quart. Rivarolo)      |                     |
| U.S. Santerenzina               | San Terenzo di Lerici (SP)    |                     |
| U.S. San Vincenzo               | Genova                        |                     |
| U.S. Sarzanese 1906             | Sarzana (SP)                  |                     |
| U.S. Serravallese               | Serravalle Scrivia (AL)       |                     |
| U.S. Sestri Levante             | Sestri Levante (GE)           |                     |
| U.I.T.E. Sez.Calcio             | Genova                        |                     |

### Classifica finale
|  | Pos. | Squadra                  | Pt  | G   | V   | N   | P   | GF  | GS  | DR  |
|  | ---- | ------------------------ | --- | --- | --- | --- | --- | --- | --- | --- |
|  | 1.   | Entella                  | 47  | 30  | 21  | 5   | 4   | 57  | 17  | +40 |
|  | 2.   | Sestri Levante           | 45  | 30  | 18  | 9   | 3   | 50  | 21  | +29 |
|  | 3.   | San Vincenzo             | 41  | 30  | 17  | 8   | 5   | 42  | 20  | +22 |
|  | 3.   | Bolzanetese              | 41  | 30  | 18  | 5   | 7   | 56  | 33  | +23 |
|  | 5.   | Lavagnese                | 34  | 30  | 13  | 8   | 9   | 45  | 32  | +13 |
|  | 6.   | Sarzanese 1906           | 33  | 30  | 13  | 7   | 10  | 46  | 37  | +9  |
|  | 6.   | Santerenzina             | 33  | 30  | 14  | 5   | 11  | 50  | 41  | +9  |
|  | 8.   | Arsenale                 | 31  | 30  | 13  | 4   | 13  | 58  | 45  | +13 |
|  | 9.   | Rivarolese               | 30  | 30  | 11  | 8   | 11  | 53  | 50  | +3  |
|  | 10.  | Pontedecimo              | 29  | 30  | 10  | 9   | 11  | 47  | 46  | +1  |
|  | 11.  | Calciatori Prè           | 24  | 30  | 7   | 10  | 13  | 37  | 48  | -11 |
|  | 12.  | Fezzanese                | 20  | 30  | 7   | 6   | 17  | 40  | 68  | -28 |
|  | 13.  | U.I.T.E.                 | 19  | 30  | 6   | 7   | 17  | 32  | 57  | -25 |
|  | 14.  | Serravallese             | 18  | 30  | 6   | 6   | 18  | 24  | 57  | -33 |
|  | 14.  | Ottavio Barbieri-Grifone | 18  | 30  | 6   | 6   | 18  | 29  | 59  | -30 |
|  | 16.  | Migliarinese             | 17  | 30  | 5   | 7   | 18  | 19  | 54  | -35 |
|  |      |                          | 480 | 480 | 185 | 110 | 185 | 685 | 685 | 0   |

Legenda:
      Promosso in IV Serie 1956-1957.
  Retrocesso e in seguito riammesso.
      Retrocesso in Prima Divisione Regionale.
Regolamento:
Due punti a vittoria, uno a pareggio, zero a sconfitta.
Note:
UITE, Serravallese e Barbieri ripescate per motivi ignoti.

## Finali per il titolo
|          | Risultato |          | Luogo e data         |
| -------- | --------- | -------- | -------------------- |
| Entella  | 2 - 0     | Sestrese | Chiavari, ?? ?? 1956 |
|          |           |          |                      |
| Sestrese | 2 - 2     | Entella  | Genova, ?? ?? 1956   |
|          |           |          |                      |